# Ruch Nowego Życia
Ruch Nowego Życia – antykomunistyczna kampania społeczna w międzywojennych Chinach, mająca na celu promowanie tradycyjnych chińskich wartości, zapoczątkowana w lutym 1934 roku przez Czang Kaj-szeka i jego żonę Song Meiling.
Ideologia Ruchu Nowego Życia stanowiła mieszankę tradycyjnej moralności konfucjańskiej z elementami zaczerpniętymi z chrześcijaństwa, autorytaryzmu, a nawet faszyzmu. Odrzucano zachodni indywidualizm i etykę kapitalistyczną. Zwalczano stanowiące olbrzymi problem w międzywojennych Chinach korupcję, kumoterstwo i handel opium. Naczelnym celem Ruchu była moralna i duchowa przebudowa chińskiego społeczeństwa. Popularne było organizowanie zbiorowych ślubów. Zachęcano do prowadzenia skromnego stylu życia, m.in. potępiając organizowanie kosztownych, często rujnujących rodziny, wystawnych uroczystości pogrzebowych.
Propagowano sztukę wyróżniającą się narodową wymową i walorami edukacyjnymi.
Założenia Ruchu Nowego Życia zostały sformułowane w broszurze Zarys Podstaw Nowego Życia autorstwa Czang Kaj-szeka. Jemu również przypisuje się stworzenie Pieśni Nowego Życia propagowanej szczególnie w szkołach.
Za kierowanie ruchem odpowiedzialne było Towarzystwo Promowania Nowego Życia.